# Coppa Italia Serie C 1996-1997
La Coppa Italia di Serie C 1996-1997 è stata la sedicesima edizione di quella che oggi si chiama Coppa Italia Lega Pro. Il vincitore è stato il Como che si è aggiudicato il trofeo per la sua prima volta nella storia battendo la Nocerina nella finale a doppia sfida.

## Primo turno
| Squadra 1          | Totale | Squadra 2       | Andata     | Ritorno         |
| ------------------ | ------ | --------------- | ---------- | --------------- |
|                    |        |                 | 24.08.1996 | 28.08.1996      |
| Pro Patria         | 1 - 0  | Varese          | 0 - 0      | 1 - 0           |
| Solbiatese         | 8 - 0  | Pavia           | 3 - 0      | 5 - 0           |
| Pro Vercelli       | 1 - 2  | Novara          | 0 - 1      | 1 - 1           |
| Vogherese          | 1 - 3  | Alessandria     | 1 - 1      | 0 - 2           |
| Lecco              | 1 - 1  | Pro Sesto       | 1 - 0      | 0 - 1 (1-4 dcr) |
| Cremapergo         | 2 - 2  | Saronno         | 1 - 1      | 1 - 1 (4-2 dcr) |
| Leffe              | 2 - 1  | Alzano Virescit | 1 - 0      | 1 - 1           |
| Lumezzane          | 3 - 1  | Fiorenzuola     | 3 - 1      | 0 - 0           |
| Giorgione          | 1 - 2  | Treviso         | 0 - 1      | 1 - 1           |
| Sandonà 1922       | 0 - 2  | Triestina       | 0 - 1      | 0 - 1           |
| Valdagno           | 0 - 2  | Cittadella      | 0 - 1      | 0 - 1           |
| Mestre             | 1 - 2  | Ospitaletto     | 0 - 0      | 1 - 2           |
| Baracca Lugo       | 1 - 5  | Brescello       | 0 - 1      | 1 - 4           |
| Forlì              | 1 - 5  | Carpi           | 0 - 4      | 1 - 1           |
| Rimini             | 3 - 3  | Spezia          | 0 - 0      | 3 - 3           |
| Iperzola           | 2 - 4  | Prato           | 1 - 3      | 1 - 1           |
| Massese            | 0 - 1  | Carrarese       | 0 - 1      | 0 - 0           |
| Ponsacco           | 0 - 3  | Livorno         | 0 - 2      | 0 - 1           |
| Arezzo             | 1 - 2  | Montevarchi     | 1 - 2      | 0 - 0           |
| Pisa               | 2 - 3  | Pontedera       | 2 - 1      | 0 - 2           |
| Maceratese         | 1 - 0  | Fermana         | 1 - 0      | 0 - 0           |
| Tolentino          | 4 - 5  | Modena          | 1 - 0      | 3 - 5           |
| Viterbese          | 3 - 2  | Siena           | 1 - 0      | 2 - 2           |
| Vis Pesaro         | 0 - 2  | Fano            | 0 - 2      | 0 - 0           |
| Olbia              | 2 - 2  | Tempio          | 1 - 2      | 1 - 0           |
| Chieti             | 0 - 5  | Avezzano        | 0 - 2      | 0 - 3           |
| Teramo             | 0 - 1  | Giulianova      | 0 - 0      | 0 - 1           |
| Torres             | 1 - 4  | Lodigiani       | 0 - 2      | 1 - 2           |
| Casertana          | 1 - 3  | Sora            | 1 - 1      | 0 - 2           |
| Frosinone          | 2 - 2  | Ternana         | 1 - 1      | 1 - 1 (3-5 dcr) |
| Ischia             | 0 - 4  | Albanova        | 0 - 1      | 0 - 3           |
| Turris             | 2 - 3  | Juve Stabia     | 2 - 0      | 0 - 3 (dts)     |
| Battipagliese      | 2 - 4  | Savoia          | 0 - 2      | 2 - 2           |
| Benevento          | 5 - 0  | Bisceglie       | 5 - 0      | 0 - 0           |
| Matera             | 0 - 2  | Altamura        | 0 - 0      | 0 - 2           |
| Taranto            | 2 - 2  | Casarano        | 1 - 1      | 1 - 1 (5-4 dcr) |
| Catanzaro          | 3 - 0  | Castrovillari   | 3 - 0      | 0 - 0           |
| Juveterranova Gela | 2 - 2  | Acireale        | 2 - 0      | 0 - 2 (2-4 dcr) |
| Atletico Catania   | 5 - 2  | Catania         | 2 - 1      | 3 - 1           |
| Marsala            | 2 - 3  | Trapani         | 0 - 1      | 2 - 2           |

## Secondo turno
| Squadra 1        | Totale | Squadra 2   | Andata     | Ritorno    |
| ---------------- | ------ | ----------- | ---------- | ---------- |
|                  |        |             | 18.09.1996 | 02.10.1996 |
| Solbiatese       | 1 - 1  | Pro Patria  | 1 - 1      | 0 - 0      |
| Novara           | 1 - 5  | Alessandria | 1 - 2      | 0 - 3      |
| Cremapergo       | 1 - 2  | Pro Sesto   | 0 - 2      | 1 - 0      |
| Lumezzane        | 1 - 1  | Leffe       | 1 - 1      | 0 - 0      |
| Triestina        | 1 - 0  | Treviso     | 1 - 0      | 0 - 0      |
| Ospitaletto      | 3 - 8  | Cittadella  | 2 - 4      | 1 - 4      |
| Carpi            | 1 - 1  | Brescello   | 0 - 0      | 1 - 1      |
| Rimini           | 4 - 3  | Prato       | 3 - 2      | 1 - 1      |
| Livorno          | 3 - 4  | Carrarese   | 1 - 3      | 2 - 1      |
| Pontedera        | 1 - 2  | Montevarchi | 0 - 0      | 1 - 2      |
| Maceratese       | 3 - 3  | Modena      | 0 - 1      | 3 - 2      |
| Fano             | 2 - 5  | Viterbese   | 1 - 1      | 1 - 4      |
| Tempio           | 2 - 3  | Avezzano    | 0 - 2      | 2 - 1      |
| Lodigiani        | 2 - 2  | Giulianova  | 1 - 0      | 1 - 2      |
| Ternana          | 2 - 1  | Sora        | 1 - 0      | 1 - 1      |
| Albanova         | 2 - 3  | Juve Stabia | 1 - 2      | 1 - 1      |
| Savoia           | 3 - 4  | Benevento   | 3 - 2      | 0 - 2      |
| Taranto          | 3 - 2  | Altamura    | 3 - 1      | 0 - 1      |
| Acireale         | 1 - 0  | Catanzaro   | 1 - 0      | 0 - 0      |
| Atletico Catania | 2 - 3  | Trapani     | 2 - 2      | 0 - 1      |

- alle 20 squadre qualificate si sono aggiunte di diritto otto delle dieci formazioni che hanno partecipato alla Coppa Italia e precisamente  Ancona,  Avellino,  Fidelis Andria,  Pistoiese,  Gualdo,  Monza,  Nocerina e  SPAL

## Terzo turno
| Squadra 1      | Totale | Squadra 2   | Andata     | Ritorno    |
| -------------- | ------ | ----------- | ---------- | ---------- |
|                |        |             | 23.10.1996 | 13.11.1996 |
| Monza          | 2 - 1  | Pro Patria  | 1 - 1      | 1 - 0      |
| Leffe          | 4 - 3  | Alessandria | 1 - 1      | 3 - 2      |
| SPAL           | 3 - 6  | Pro Sesto   | 0 - 4      | 3 - 2      |
| Triestina      | 2 - 1  | Cittadella  | 0 - 0      | 2 - 1      |
| Maceratese     | 0 - 1  | Ancona      | 0 - 0      | 0 - 1      |
| Carpi          | 5 - 1  | Rimini      | 2 - 1      | 3 - 0      |
| Viterbese      | 1 - 0  | Avezzano    | 0 - 0      | 1 - 0      |
| Montevarchi    | 5 - 2  | Gualdo      | 1 - 1      | 4 - 1      |
| Pistoiese      | 5 - 1  | Ternana     | 2 - 1      | 3 - 0      |
| Lodigiani      | 1 - 2  | Carrarese   | 1 - 2      | 0 - 0      |
| Fidelis Andria | 3 - 1  | Juve Stabia | 2 - 1      | 1 - 0      |
| Benevento      | 2 - 1  | Avellino    | 1 - 1      | 1 - 0      |
| Taranto        | 1 - 3  | Nocerina    | 1 - 0      | 0 - 3      |
| Trapani        | 3 - 2  | Acireale    | 1 - 0      | 2 - 2      |

- alle 14 squadre qualificate si sono aggiunte di diritto le altre due formazioni che hanno partecipato alla Coppa Italia e precisamente  Como e  Ascoli, finaliste nei play-off della stagione 1995-96

## Ottavi di finale
| Squadra 1   | Totale | Squadra 2      | Andata     | Ritorno     |
| ----------- | ------ | -------------- | ---------- | ----------- |
|             |        |                | 11.12.1996 | 15.01.1997  |
| Triestina   | 1 - 0  | Monza          | 1 - 0      | 0 - 0       |
| Como        | 1 - 0  | Leffe          | 0 - 0      | 1 - 0       |
| Ancona      | 2 - 1  | Carrarese      | 0 - 1      | 2 - 0 (dts) |
| Benevento   | 1 - 3  | Fidelis Andria | 1 - 1      | 0 - 2       |
| Montevarchi | 1 - 3  | Pistoiese      | 1 - 1      | 0 - 2       |
| Trapani     | 2 - 3  | Nocerina       | 2 - 3      | 0 - 0       |
| Pro Sesto   | 3 - 0  | Carpi          | 1 - 0      | 2 - 0       |
| Viterbese   | 4 - 1  | Ascoli         | 0 - 1      | 4 - 0       |

| Monza 4 gennaio 1997 | Monza         | 0 – 0 referto | Triestina | Stadio Brianteo (500 spett.)\| Arbitro: \| Lion (Padova) \| |
| Arbitro:             | Lion (Padova) |               |           |                                                             |

| Arbitro: | Saccani (Mantova) |

|  |           |               |
|  | Marcatori | 48’ Vignaroli |

| Arbitro: | Ciulli (Roma) |

|  |           |                        |
|  | Marcatori | 90+2’ Fini 113’ Meacci |

| Arbitro: | Ciccoianni (Ascoli Piceno) |

|                                   |           |  |
| Cappellacci 68’ (rig.) Frezza 71’ | Marcatori |  |

| Arbitro: | Castellani (Verona) |

|                      |           |  |
| Nardini 6’ Pioli 39’ | Marcatori |  |

| Nocera Inferiore 15 gennaio 1997 | Nocerina          | 0 – 0 referto | Trapani | (3.000 spett.)\| Arbitro: \| Mariani (Perugia) \| |
| Arbitro:                         | Mariani (Perugia) |               |         |                                                   |

| Arbitro: | Griselli (Livorno) |

|  |           |                  |
|  | Marcatori | 47’, 64’ Beretta |

| Arbitro: | Buda (Pescara) |

|  |           |                                               |
|  | Marcatori | 8’, 90’ Ettori 70’ Nardecchia 75’ Pierantozzi |

## Quarti di finale
| Squadra 1 | Totale | Squadra 2      | Andata     | Ritorno    |
| --------- | ------ | -------------- | ---------- | ---------- |
|           |        |                | 05.02.1997 | 26.02.1997 |
| Ancona    | 4 - 2  | Triestina      | 3 - 0      | 1 - 2      |
| Como      | 3 - 1  | Viterbese      | 2 - 0      | 1 - 1      |
| Pistoiese | 0 - 1  | Nocerina       | 0 - 1      | 0 - 0      |
| Pro Sesto | 1 - 2  | Fidelis Andria | 0 - 1      | 1 - 1      |

| Arbitro: | Calcagno (Nichelino) |

|                                           |           |  |
| Pagano 5’ Tentoni 35’ (rig.) Trapella 74’ | Marcatori |  |

| Arbitro: | Alvino (Salerno) |

|                          |           |  |
| Morgandi 55’ Cecconi 80’ | Marcatori |  |

| Arbitro: | Alban (Bassano) |

|  |           |                      |
|  | Marcatori | 31’ (rig.) Battaglia |

| Arbitro: | Ciulli (Roma) |

|  |           |                 |
|  | Marcatori | 58’ Cappellacci |

| Arbitro: | Soffritti (Ferrara) |

|                 |           |               |
| Marsich 3’, 70’ | Marcatori | 45+2’ Tentoni |

| Arbitro: | Maselli (Lucca) |

|            |           |             |
| Boccia 19’ | Marcatori | 61’ Cecconi |

| Nocera Inferiore 26 febbraio 1997 | Nocerina          | 0 – 0 referto | Pistoiese | (700 spett.)\| Arbitro: \| Acronzio (Teramo) \| |
| Arbitro:                          | Acronzio (Teramo) |               |           |                                                 |

| Arbitro: | Palmieri (Cosenza) |

|           |           |             |
| Lemme 53’ | Marcatori | 80’ Caliari |

## Semifinali
| Squadra 1 | Totale | Squadra 2      | Andata     | Ritorno    |
| --------- | ------ | -------------- | ---------- | ---------- |
|           |        |                | 23.03.1997 | 09.04.1997 |
| Como      | 4 - 3  | Fidelis Andria | 1 - 1      | 3 - 2      |
| Nocerina  | 2 - 1  | Ancona         | 1 - 0      | 1 - 1      |

| Arbitro: | Linfatici (Viareggio) |

|             |           |                   |
| Baraldi 47’ | Marcatori | 85’ (rig.) Luceri |

| Arbitro: | Borelli (Roma) |

|              |           |  |
| Pallanch 53’ | Marcatori |  |

| Arbitro: | Sputore (Vasto) |

|                                   |           |                                         |
| Garlini 60’ (aut.) Biagioni 90+2’ | Marcatori | 17’ Cecconi 47’ Zambrotta 61’ Zambrotta |

| Arbitro: | Pirrone (Messina) |

|              |           |              |
| Altobelli 8’ | Marcatori | 58’ Pallanch |

## Finale
| Squadra 1 | Totale | Squadra 2 | Andata     | Ritorno     |
| --------- | ------ | --------- | ---------- | ----------- |
|           |        |           | 21.05.1997 | 25.05.1997  |
| Nocerina  | 2 - 4  | Como      | 2 - 0      | 0 - 4 (dts) |

### Tabellini
| Arbitro: | Apricena (Firenze) |

|                           |           |  |
| Battaglia 25’ Puglisi 56’ | Marcatori |  |

Nocerina: Criscuolo , Colletto, Marra (79' Di Rocco), Merolla (88' Molino), D'Angelo, De Simone , Pallanch, Toti, Puglisi (71' Marchegiani), Battaglia, Fabris. All. Balugani.
Como: Nicoletti, Mozzini (70' Sassarini), Garlini, Galia, Ungari, Baraldi, Lomi (52' Collauto), De Agostini (16' Ferracuti), Cecconi, Catanese, Zambrotta. All. Marini.
| Arbitro: | Strazzera (Trapani) |

|                                               |           |  |
| Zambrotta 38’ Vignaroli 62’ 110’ Cecconi 102’ | Marcatori |  |

Como: Nicoletti, Garlini , Sassarini , Ferracuti (8' De Agostini), Ungari , Baraldi, Collauto (59' Vignaroli), Galia  (91' Catelli), Cecconi, Catanese , Zambrotta. All. Marini.
Nocerina: Criscuolo, Colletto (40' De Ruggiero), Marra (62' Di Rocco ), Merolla, D'Angelo, De Simone, Pallanch , Toti, Puglisi (74' Marchegiani), Battaglia, Fabris . All. Balugani.